# Вербікаро
Вербікаро (італ. Verbicaro, сиц. Verbicaru) — муніципалітет в Італії, у регіоні Калабрія,  провінція Козенца.
Вербікаро розташоване на відстані близько 380 км на південний схід від Рима, 115 км на північний захід від Катандзаро, 60 км на північний захід від Козенци.
Населення — 3091 особа (2014).
Щорічний фестиваль відбувається 2 липня. Покровитель — Madonna delle Grazie.

## Демографія
Населення за роками:

Станом на 1 січня 2023 року в муніципалітеті офіційно проживало 17 іноземців з 9 країн, серед них 9 громадян країн Євросоюзу та 1 громадянин України.

## Сусідні муніципалітети
- Гризолія
- Орсомарсо
- Сан-Донато-ді-Нінеа
- Санта-Марія-дель-Чедро